# Maria Pietilä-Holmner
Maria Helena Pietilä-Holmner (Umeå, 25 de julio de 1986) es una deportista sueca que compitió en esquí alpino.
Ganó seis medallas en el Campeonato Mundial de Esquí Alpino, en los años 2007 y 2017. En la Copa del Mundo consiguió tres victorias y diez podios en total.
Participó en tres Juegos Olímpicos de Invierno, entre los años 2006 y 2014, ocupando el cuarto lugar en Vancouver 2010 (eslalon) y el secto en Sochi 2014 (eslalon gigante).

## Palmarés internacional
| Campeonato Mundial | Campeonato Mundial                 | Campeonato Mundial | Campeonato Mundial |
| Año                | Lugar                              | Medalla            | Prueba             |
| ------------------ | ---------------------------------- | ------------------ | ------------------ |
| 2007               | Åre (Suecia)                       | Medalla de plata   | Eslalon gigante    |
| 2011               | Garmisch-Partenkirchen (Alemania)  | Medalla de bronce  | Eslalon            |
| 2011               | Garmisch-Partenkirchen (Alemania)  | Medalla de bronce  | Equipo mixto       |
| 2013               | Schladming (Austria)               | Medalla de plata   | Equipo mixto       |
| 2015               | Vail/Beaver Creek (Estados Unidos) | Medalla de bronce  | Equipo mixto       |
| 2017               | Sankt Moritz (Suiza)               | Medalla de bronce  | Equipo mixto       |